# ラコヴニーク - ムラドチツェ線
ラコヴニーク～ムラドチツェ線（チェコ語: Železniční trať Rakovník–Mladotice）は、レンダーバーンの鉄道線の名称である。路線番号は162。
1899年、帝立王立国有鉄道の路線として開業した。旅客列車が運行されているのはラコヴニーク～クラロヴィツェ間のみで、クラロヴィツェ～ムラドチツェ間には旅客列車が運行されていない。2022,23年度は、臨時列車のみの運行となっていた。

## 運行形態

### 特急「リフリーク(R)」
- クラロヴィツキー・リフリーク号：　ラコヴニーク - クラロヴィツェ　【年5日運行】
季節限定で、年5日に限り、一日1往復運行する。旧型気動車での運行。途中、ルブナー、ザヴィドフ、チスター、コジラニにのみ停車する。
過去の運行形態
2018年には、年に春季1日のみ、ルジナー - ラコヴニーク - クラロヴィツェ間とチスター - クラロヴィツェ間に一日1往復ずつ運行していた。ラコヴニーク以東は120号線に直通していた。
2022年度に、「ラコヴニツキー・リフリーク」の愛称で運行を再開した。春・夏の土曜・休日に一日1往復運行し、各駅停車となった。
2024年度より、「'クラロヴィツキー・リフリーク」に愛称変更となる予定。運行日が年5日のみとなる他、停車駅も2018年時点に戻る予定。

### 普通
- ラコヴニーク - クラロヴィツェ　【金曜・土曜・休日運行】
金曜に一日1往復、土曜・休日に一日5往復の運行。うち東行1本が124号線のイルコフへ、休日のみ東行1本が126号線のロウニへ直通する。
過去の運行形態
2016年以前は、チスター以東が一日8往復、チスター以西が平日1往復（春・秋）、休日3往復の運行であった。チェコ鉄道が運行していた。
2016年末に、平日のクラロヴィツェ乗り入れが冬季にも拡大された。
2018年末に、チスター以東が2時間に1本、チスター以西が一日4往復に増発された。
2021年末に運行休止。
2024年度より、レンダーバーン社により、土曜・休日に限り一日4往復の運行が復活した。うち東行1本が124号線に、東行1本が126号線に直通となった。
2025年度より、土曜・休日の本数が一日5往復に増発され、金曜も一日1往復の運行を開始した。

## 駅一覧
以下では、チェコ国鉄162号線の駅と営業キロ、停車列車、接続路線などを一覧表で示す。なお、全て各駅停車である。
| 路線名 | 駅名                               | 駅間営業キロ | 累計営業キロ | 接続路線                           | 所在地         | 所在地         |
| ------ | ---------------------------------- | ------------ | ------------ | ---------------------------------- | -------------- | -------------- |
| 162    | ラコヴニーク駅                     | -            | 0.0          | 120号線、126号線、161号線、174号線 | 中央ボヘミア州 | ラコヴニーク郡 |
| 162    | ルブナー駅                         | 4.7          | 4.7          |                                    | 中央ボヘミア州 | ラコヴニーク郡 |
| 162    | プルジーチナ駅                     | 2.1          | 6.8          |                                    | 中央ボヘミア州 | ラコヴニーク郡 |
| 162    | ザヴィドフ駅                       | 4.4          | 11.2         |                                    | 中央ボヘミア州 | ラコヴニーク郡 |
| 162    | フシェスロフ駅                     | 3.6          | 14.8         |                                    | 中央ボヘミア州 | ラコヴニーク郡 |
| 162    | チスター駅                         | 2.6          | 17.4         |                                    | 中央ボヘミア州 | ラコヴニーク郡 |
| 162    | ストラホヴィツェ駅                 | 4.1          | 21.5         |                                    | 中央ボヘミア州 | ラコヴニーク郡 |
| 162    | コジラニ駅                         | 3.1          | 24.6         |                                    | プルゼニ州     | 北プルゼニ郡   |
| 162    | クラロヴィツェ・ウ・ラコヴニーカ駅 | 2.4          | 27.0         |                                    | プルゼニ州     | 北プルゼニ郡   |
| 162    | トロヤニ駅                         | 4.6          | 31.6         |                                    | プルゼニ州     | 北プルゼニ郡   |
| 162    | ムラドチツェ駅                     | 7.3          | 38.9         |                                    | プルゼニ州     | 北プルゼニ郡   |